# Youcef Reguigui
Youcef Reguigui   (Blida, 9 de gener de 1990) és un ciclista algerià professional des del 2011. Format al Centre mundial del ciclisme, on va coincidir amb altres promeses africanes com Daniel Teklehaimanot i Rafaâ Chtioui. En el seu palmarès destaquen tres campionats nacionals en ruta (2011, 2017) i el Tour de Langkawi de 2015.

## Palmarès
- 2010
  - Vencedor d'una etapa al Tour dels Aeroports
- 2011
  -  Campió d'Algèria en ruta
  -  Campió d'Algèria sub-23 en ruta
  - Vencedor d'una etapa al Tour d'Algèria
  - Vencedor d'una etapa al Tour de Faso
- 2012
  - 1r al Heydar Aliyev Anniversary Tour
  - Vencedor d'una etapa a la Toscana-Terra de ciclisme
- 2013
  - Campió àrab en ruta
  - Campió àrab en contrarellotge per equips
  - Vencedor d'una etapa a la Sharjah International Cycling Tour
- 2014
  - Vencedor d'una etapa al Tour de l'Azerbaidjan
- 2015
  - 1r al Tour de Langkawi i vencedor d'una etapa
- 2017
  -  Campió d'Algèria en ruta
- 2018
  -  Campió d'Algèria en ruta
  - 1r als Campionats àrabs de ciclisme
  - Vencedor de 3 etapes al Tour d'Algèria
  - Vencedor de 3 etapes al Tour del Senegal
  - Vencedor de 2 etapes al Tour internacional dels Zibans
  - Vencedor d'una etapa al Gran Premi internacional de la vila d'Alger
  - Vencedor d'una etapa al Tour de la Pharmacie Centrale
- 2019
  -  Campió d'Algèria en contrarellotge
  - 1r de la cursa en ruta dels Jocs Africans
  - 1r al Tour de Sidi Bel Abbès
  - 1r a la Challenge del Príncep-Trofeu de l'Aniversari
  - 1r a la Challenge del Príncep-Trofeu de la Casa Reial
  - Vencedor d'una etapa de la Copa d'Algèria
  - Vencedor d'una etapa al Tour de l'Iran
- 2020
  - Vencedor d'una etapa a la Tropicale Amissa Bongo
- 2023
  - 1r al Gran Premi de la vila d'Alger
  - 1r al Gran Premi internacional de la vila d'Alger
  - 1r al Gran Premi de la Família Reial
  - 1r a la Courts Mamouth Classique de l'île Maurice
  - Vencedor de tres etapes al Tour d'Algèria
- 2024
  - Vencedor de dues etapes al Tour d'Algèria
- 2025
  - Vencedor d'una etapa al Tour d'Algèria

### Resultats a la Volta a Espanya
- 2015. 134è de la classificació general
- 2017. Abandona (5a etapa)